# Acanthocreagris osellai
Espèce
Synonymes
- Microcreagris osellai Beier, 1973

Acanthocreagris osellai est une espèce de pseudoscorpions de la famille des Neobisiidae.

## Distribution
Cette espèce est endémique de Turquie. Elle se rencontre dans les provinces d'Amasya et d'Artvin.

## Systématique et taxinomie
Cette espèce a été décrite sous le protonyme Microcreagris osellai par Beier en 1973. Elle est placée dans le genre Acanthocreagris par Mahnert en 1974.

## Publication originale
- Beier, 1973 : Beitrage zur Pseudoscorpioniden-Fauna Anatoliens. Fragmenta Entomologica, vol. 8, no 5, p. 223-236.